# Grote zeenaald
De grote zeenaald (Syngnathus acus) is een straalvinnige vis uit de familie van de zeenaalden en zeepaardjes (Syngnathidae), die voorkomt in de Grote, Atlantische en Indische Oceaan. Daarnaast komt de grote zeenaald voor in de Middellandse Zee.

## Beschrijving
De grote zeenaald kan een lengte bereiken van 50 centimeter. Het lichaam van de vis heeft een aalachtige vorm. De mond is buisvormig. De vis heeft één rugvin met 34 tot 45 vinstralen en één aarsvin met 3-4 vinstralen.

## Leefwijze
De grote zeenaald is een zout- en brakwatervis en komt voor tot op 110 meter diep.
Het dieet van de vis bestaat hoofdzakelijk uit dierlijk voedsel. Hij voedt zich voornamelijk met roeipootkreeftjes (Harpacticoida en Calanoida) en aasgarnaaltjes (Mysida), maar ook vislarven.

## Relatie tot de mens
De grote zeenaald is voor de visserij van geen belang. De soort staat niet op de Rode Lijst van de IUCN. De grote en kleine zeenaald (Syngnathus rostellatus) komen voor langs de Nederlandse kust. De kleine zeenaald is minder algemeen, maar wordt vaak verward met jonge grote zeenaalden. Trends in het voorkomen van deze zeenaalden worden sinds 1994 door de stichting ANEMOON met behulp van waarnemingen door sportduikers in de Oosterschelde en het Grevelingenmeer bijgehouden.

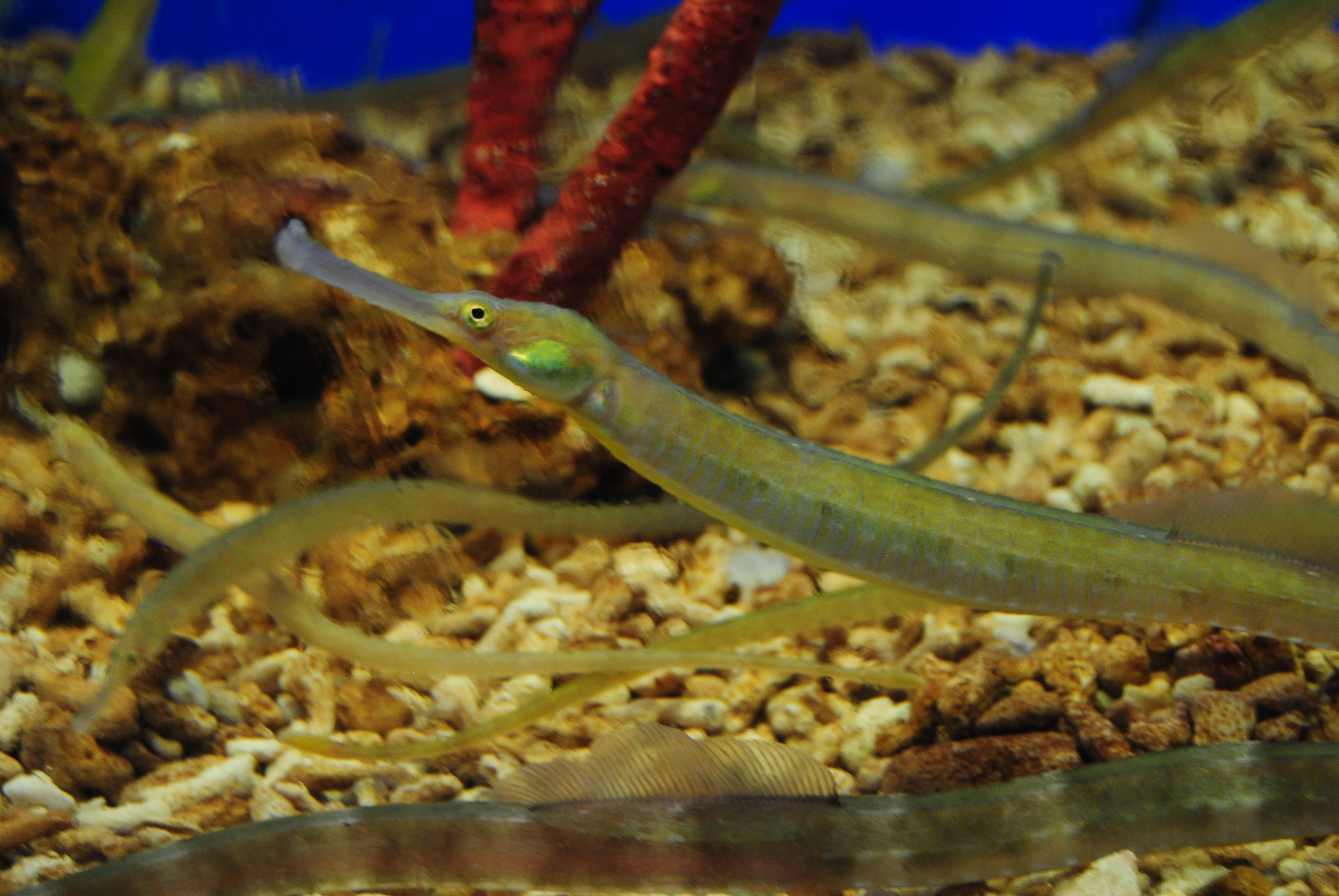